# كولي سول فيلينو
كولي سول فينيتو هي كومونا (بلدية) في مقاطعة رييتي في منطقة لاتيوم الإيطالية ، وتقع على بعد حوالي 70 كيلومتر (43 ميل) شمال شرق روما وحوالي 13 كيلومتر (8 ميل) شمال غرب رييتي.
تحد كولي سول فيلينو البلديات التالية: كونتيليانو، لابرو، مورو رياتينو، رييتي، ريفودوتري، تيرني.